# Dimorphognathus africanus
Phrynobatrachus africanus là một loài ếch trong họ Petropedetidae. Nó là đại diện duy nhất của chi Dimorphognathus.
Nó được tìm thấy ở Cameroon, Cộng hòa Trung Phi, Cộng hòa Congo, Guinea Xích Đạo, Gabon, có thể cả Angola, có thể cả Cộng hòa Dân chủ Congo, và có thể cả Nigeria.
Các môi trường sống tự nhiên của chúng là các khu rừng ẩm ướt đất thấp nhiệt đới hoặc cận nhiệt đới, sông, đầm nước ngọt, đầm nước ngọt có nước theo mùa, và các khu rừng trước đây bị suy thoái nặng nề. Loài này đang bị đe dọa do mất môi trường sống.